# Chrudichromy
Obec Chrudichromy se nachází v okrese Blansko v Jihomoravském kraji; žije zde 223 obyvatel.

## Název
Na vesnici bylo přeneseno (původně posměšné) označení jejích obyvatel Chrudichromi. Ve druhé části slova je přídavné jméno chromý, v první asi původní hlásková podoba slovesa doloženého ve staročeském tvaru chlúditi – „oslabovat“ a příbuzného s ruským chluda – „nemoc“ a českým chřadnouti; význam obyvatelského jména tedy zřejmě byl „ti, kteří byli oslabeni svou chromostí“.

## Historie

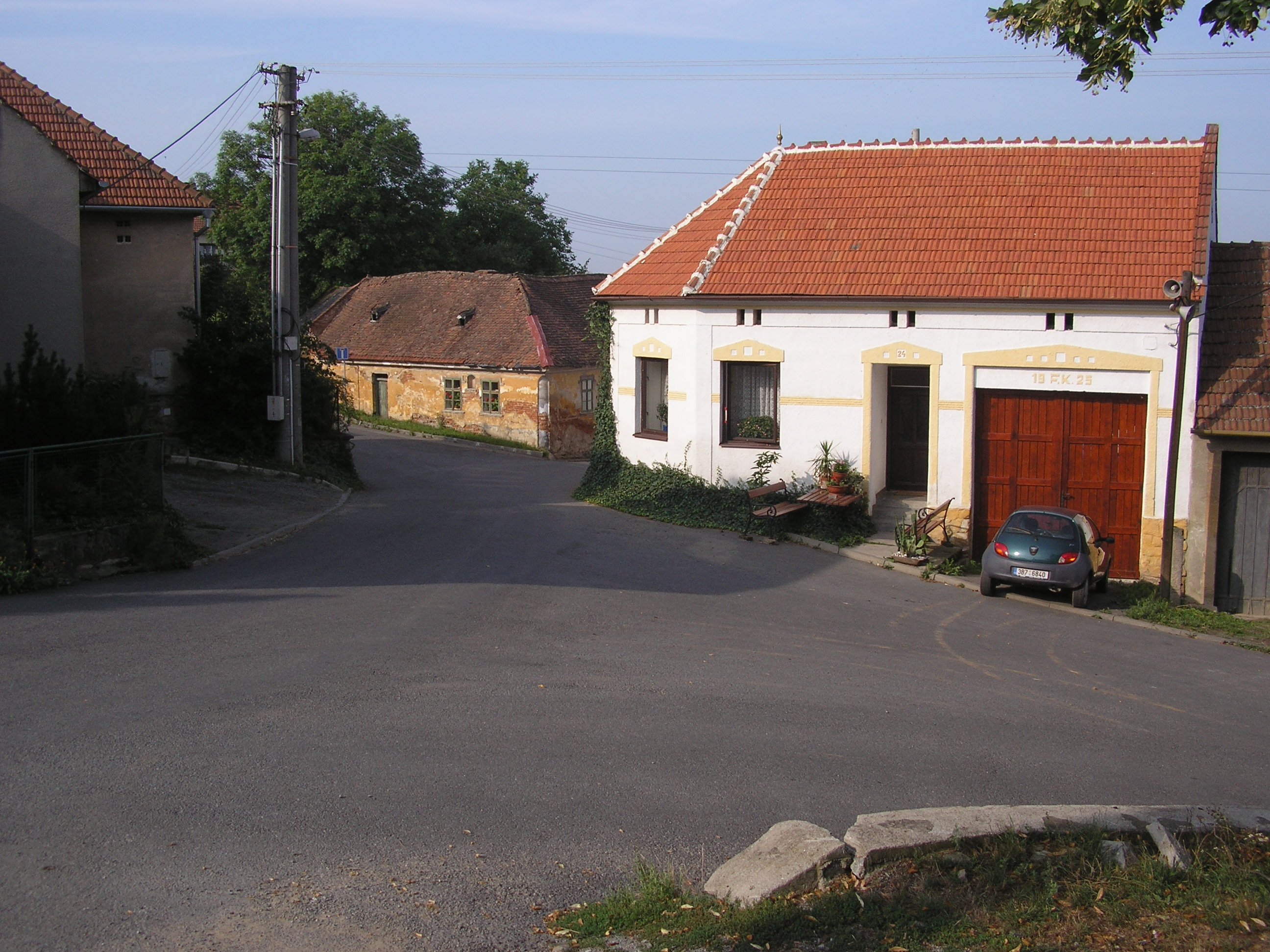
Chrudichromy

První písemná zmínka o obci pochází z roku 1386.
V polovině 19. století se kolem obce dolovalo uhlí a pěstovala štětka soukenická, kterou místní občané vozili do Lipska, Berlína a Hamburku. V letech 1891–1892 byla postavena budova školy. Roku 1920 byla ve škole založena obecní knihovna. Léta 1910 řádil v obci požár a pohltil nejstarší kroniku v obci. V první světové válce padlo pět chrudichromských občanů.

## Pamětihodnosti
- Kříž z roku 1848 na počest zrušení roboty

## Významné osobnosti
- František Borgiáš Doležel (1882–1961), dlouholetý duchovní správce působící v bazilice sv. Prokopa v Třebíči
- František Loubal (1893–1950), spisovatel, publicista a historik
- Pavel Kolmačka (* 1962), básník a prozaik